# U.S. Space & Rocket Center
L'U.S. Space & Rocket Center est un musée consacré à l'astronautique situé à Huntsville en Alabama.
Huntsville est une ville liée à l'aéronautique : elle accueille également le centre de vol spatial Marshall.
L'imposant véhicule d'essai dynamique Saturn V y est exposé et constitue la principale attraction. La capsule d'Apollo 16 (module de commande), qui a fait le tour de la Lune 64 fois en 1972, y est aussi exposée.

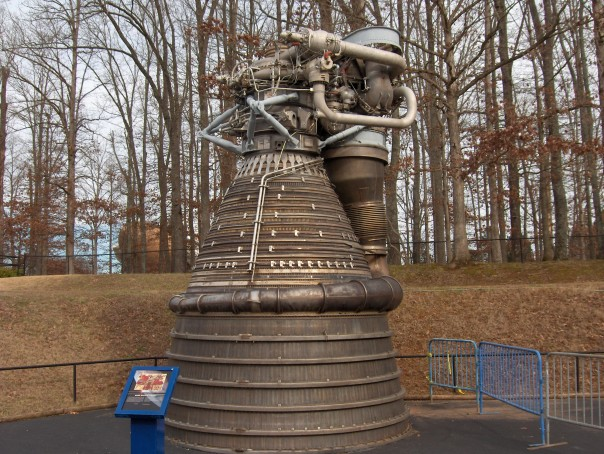
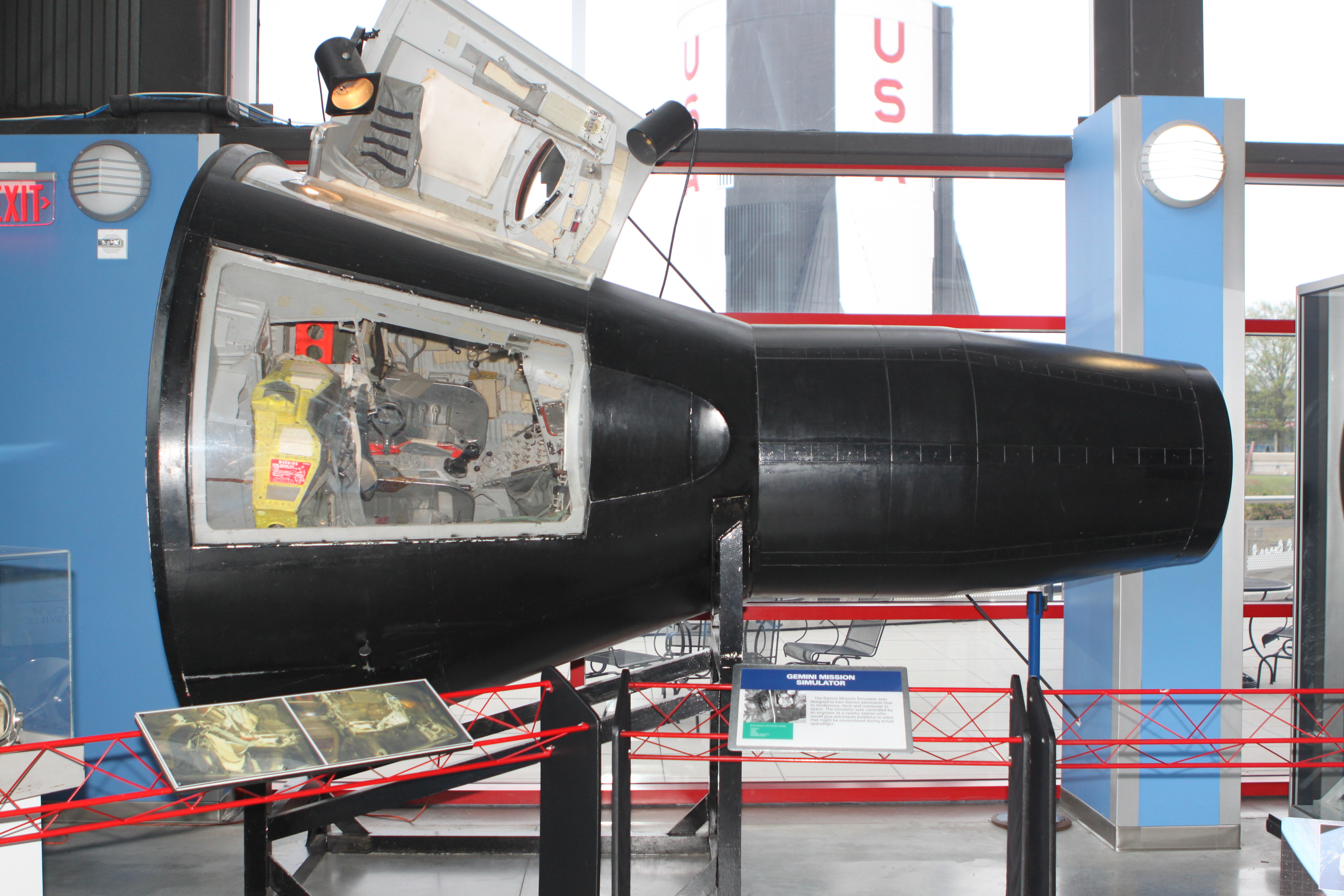
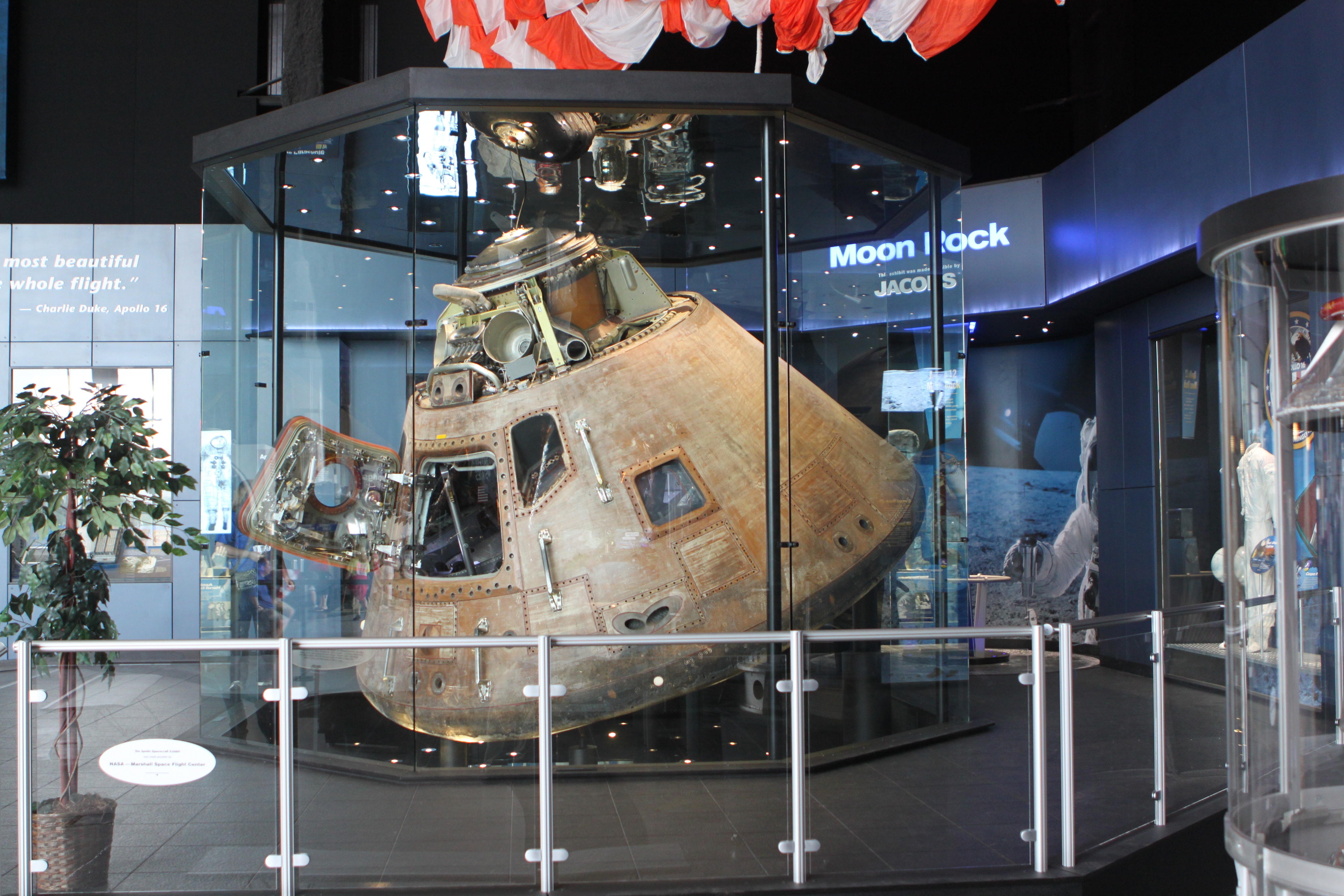
Capsule d'Apollo 16.
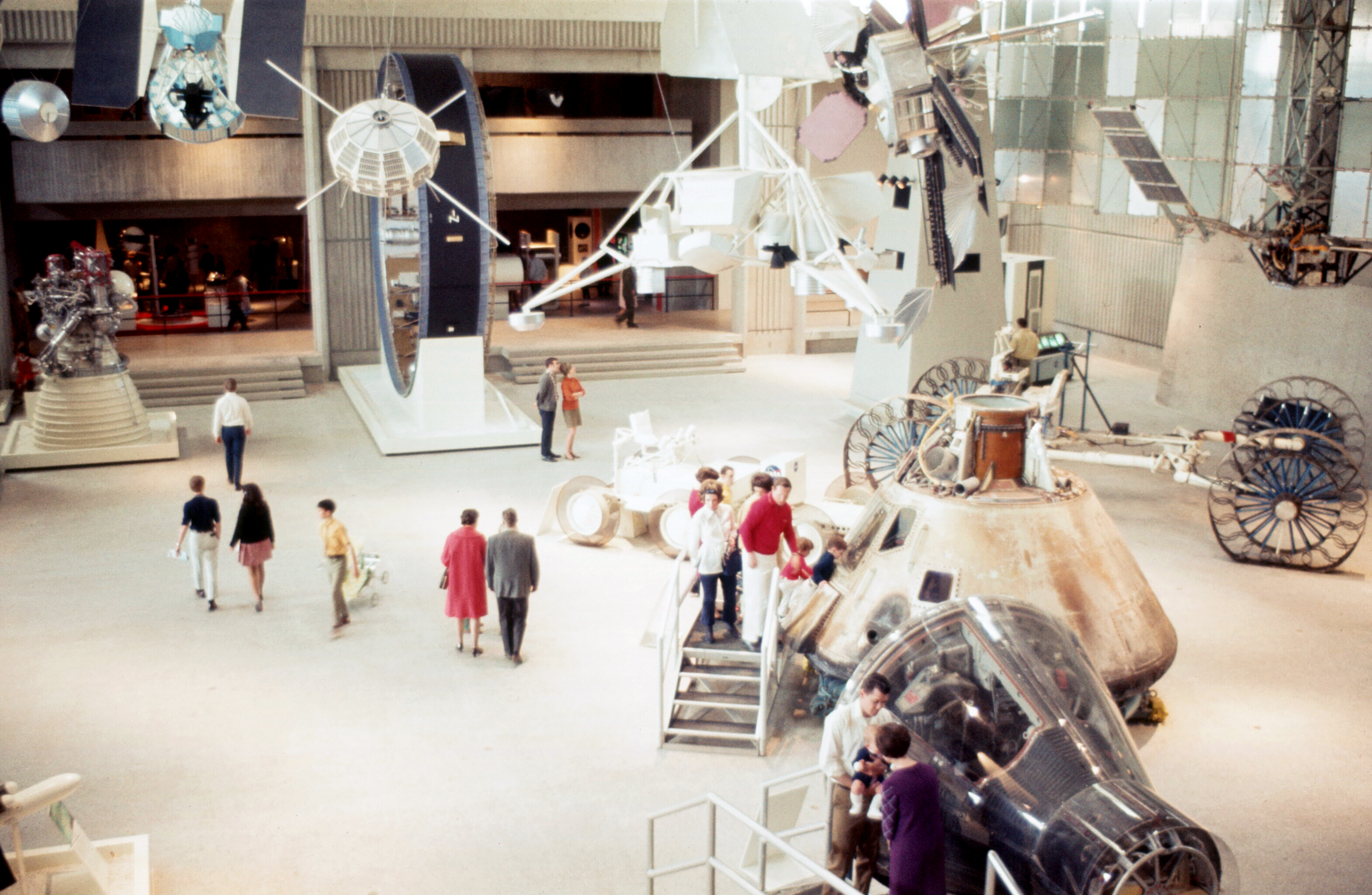
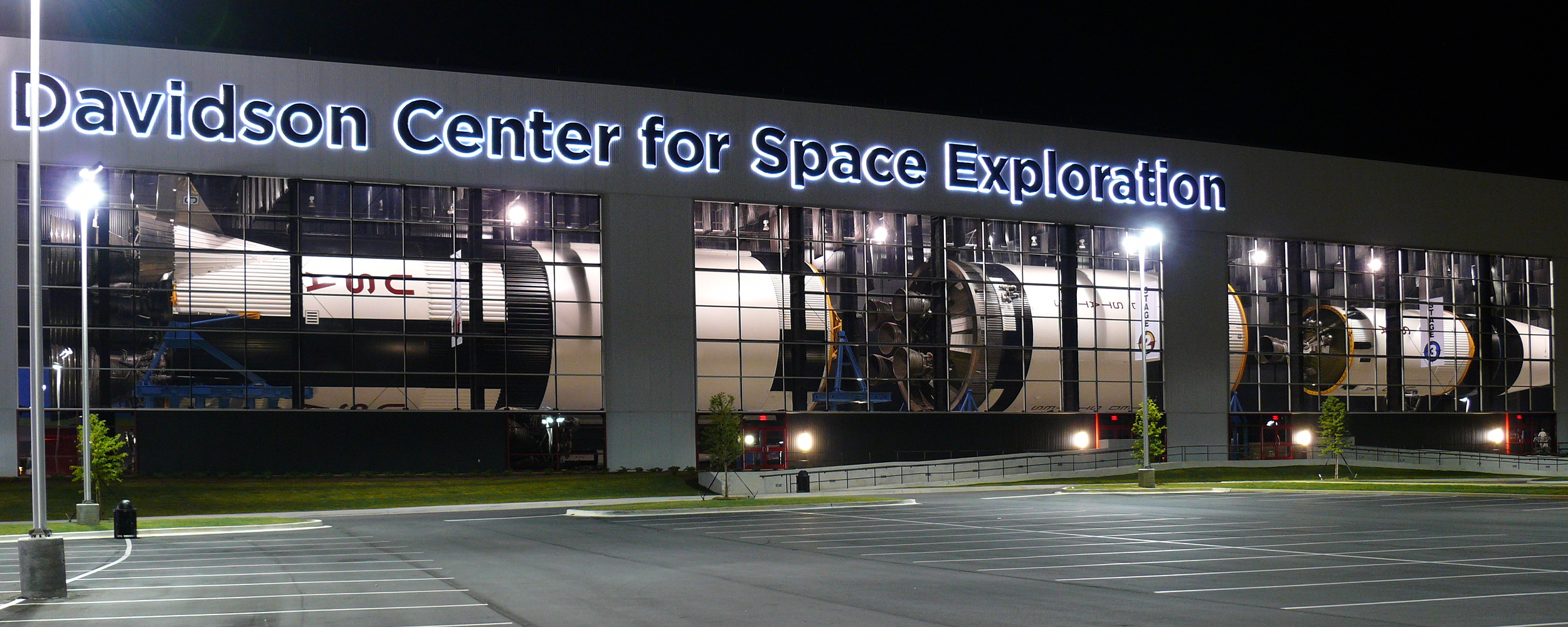
Le véhicule d'essai dynamique Saturn V.